# 弯苞大丁草
弯苞大丁草（学名：Gerbera curvisquama）为菊科大丁草属下的一个种。

## 扩展阅读
- 維基物種上的相關：弯苞大丁草